# Boris Trajkovski
 (avril 2024).
Si vous disposez d'ouvrages ou d'articles de référence ou si vous connaissez des sites web de qualité traitant du thème abordé ici, merci de compléter l'article en donnant les références utiles à sa vérifiabilité et en les liant à la section « Notes et références ».
Pour les articles homonymes, voir Trajkovski.
Boris Trajkovski (en macédonien : Борис Трајковски), né le 25 juin 1956 à Strumica et mort le 26 février 2004 à Berkovići, en Bosnie-Herzégovine, est un homme d'État macédonien, président de la république de Macédoine du 15 décembre 1999 à sa mort le 26 février 2004, survenue de façon accidentelle lors de l'écrasement de son avion.

## Biographie
Né dans le village de Murtino, près de la ville de Strumica, Boris Trajkovski obtient un diplôme de droit en 1980 à l'Université Saints-Cyrille-et-Méthode. Il se spécialise dans le droit du commerce et du travail. Il effectue plusieurs séjours aux États-Unis où il étudie la théologie, avant de quitter l'Église orthodoxe pour devenir méthodiste. Il est maintenu éloigné pendant des années dans une paroisse rurale par le régime communiste. Après la libéralisation religieuse des années 1980, il dirige le département juridique de Sloboda, une compagnie de construction à Skopje.
En 1992, Trajkovski entre dans la politique après la proclamation de l'indépendance de la Macédoine, et rejoint le parti VMRO-DPMNE, dans lequel il joue un rôle important dans le développement des relations avec l'Europe, et dirige les relations étrangères du parti.
En 1997, il devient chef du cabinet de la mairie de Kisela Voda, une commune près de Skopje. Il est nommé ensuite vice-ministre des Affaires étrangères le 21 décembre 1998, poste qu'il occupe moins d'un an.
C'est essentiellement grâce à sa réputation de réformiste modéré que Trajkovski est choisi comme candidat du parti VMRO-DPMNE à l'élection présidentielle du 14 novembre 1999, pour remplacer le président sortant, Kiro Gligorov.
Trajkovski l'emporte avec 52 % des voix face à Tito Petkovski qui en obtient lui, 45 %. Son entrée en poste est prévue cinq jours plus tard, le 19 novembre, mais comme les résultats sont contestés par les partisans de Petkovski, le président du Parlement Savo Klimovski assure l'intérim à la tête de l'État. Un mois plus tard, le recours contre l'élection de Trajkovski est rejeté et celui-ci prend ses fonctions le 15 décembre.

### Présidence de la République (1999-2004)
Son mandat est marqué par les tensions entre les Macédoniens slaves et l'importante minorité albanaise d'ex-Yougoslavie. La guerre au Kosovo entraîne des mois de violents combats armés entre les forces de sécurité macédoniennes et les rebelles albanais désirant l'indépendance. Bien que ses pouvoirs soient limités et son rôle essentiellement représentatif, il arbitre les accords de paix de l'OTAN en 2001, accords qui mettent fin à la violence et empêchent une guerre civile de grande envergure en Macédoine.
Il joue le rôle de modérateur dans le dialogue ethnique, soutenant une meilleure intégration des Albanais, s'affirmant comme une personne clé pour résoudre le conflit.
Trajkovski meurt le 26 février 2004 lors de l'écrasement de son avion, un Beechcraft Super King Air alors qu'il se rend à une conférence économique en Bosnie-Herzégovine. Les contrôleurs aériens perdent tout contact avec l'avion à cause de mauvaises conditions météo. L'épave de l'avion est retrouvée dans une région montagneuse au sud-ouest de la Bosnie, près du village de Pitulja, à 32 km au sud-ouest de Mostar. Les huit autres passagers disparaissent également dans l'accident. Peu après l'annonce du décès du président Trajkovski, Ljupčo Jordanovski, président de l'Assemblée macédonienne, devient, conformément à la Constitution, président de la République de Macédoine par intérim.
Des obsèques nationales sont rendues à Boris Trajkovski en présence du président par intérim et de Vilma Trajkovska, épouse du président défunt, en grand deuil. Jordanovski convoque dès lors une élection présidentielle anticipée pour le mois d'avril, qui est remportée par Branko Crvenkovski, président du gouvernement.

## Un chrétien engagé
Trajkovski a présidé le Conseil de l'Église évangélique méthodiste de Macédoine.
Son fervent engagement en faveur de la paix comme chef d'État lui vaut, en septembre 2002, d'obtenir le prix méthodiste mondial de la Paix, attribué par le Conseil méthodiste mondial. Au cours de la cérémonie de remise de son prix, dans l'église luthérienne de la Sainte-Trinité d'Oslo, en Norvège, il déclare : « Chaque nation lutte pour la paix. Mais la seule paix qui dure pour toujours, on la trouve dans une relation véritable et durable avec Jésus-Christ. ».